# Предраг Богдановић Ци
Предраг Богдановић Ци (Бијељина, 25. јул 1944 — Београд, 22. април 2021) био је српски песник, новинар и књижевник.

## Биографија
Рођен је 25. јула 1944. године у Бијељини. Био је учесник студентских протеста. У Студентском граду, 2. јуна 1968. године, као први говорник, позвао је студенте да своје незадовољство искажу у Скупштини у Београду. Те ноћи, после полицијског разбијања студената код Подвожњака изабран је за првог председника Акционог одбора који је припремио јутарњи митинг. После тога, као политички дисидент, одлази у добровољан егзил у Лондон где је провео неколико година.
Носилац је звања Песнички књаз на манифестацији „Точак” у Вржогрнцу за 1998. годину, а 1999. године добија награду Певам Смедереву, повељу Дан спаљене књиге, награду Лазар Вучковић за 2000. годину, награде „Драгојло Дудић” за необјављено дело (прва верзија књиге Трубе и печати) 2002. године и признање Српске духовене академије из Параћина „Раваничанин” 2005. године; 23. марта 2007. године у Барију (Италија) на међународном сусрету песника „Доннеепоесиа” редакција часописа Ла Валиса уручила му је плакету захвалности за сарадњу српских и италијанских писаца; на фестивалу поезије Поетилордин Балцани, у јуну 2007. године, добио је прву награду за поезију, а марта 2008. у Румунији, добија медаљу Музеул Мемориал „Никита Станеску Плоешти”. У Бугарској му је објављена књига „Планетата на Китовете”, Мелник 2008, са исцрпним поговором Катје Ерменкове.
Био је од 1982. године уредник трибине Француска 7, а од 1996. до 2007. године био је генерални секретар Удружења књижевника Србије (у три мандата био је представник уметничких удружења у Управном одбору Фонда ПИО самосталних делатности). Био је почасни члан „Фондације за балканолошке студије Лорд Бајрон”.
Преминуо је после краће болести изазване коронавирусом 22. априла 2021. године у земунској болници у Београду.

## Објављене књиге
- „Доле, доле где ракови живе” (1970)
- „Кроз кишу је Еским са рибама освојио небо” (1972)
- „Баш Челик и чардак на четири воде” (1978)
- „Скомрах женик леђанске невесте” (1985)
- „Александријска библиотека” (1994)
- „Ходећи водом” (1997)
- „Трубе и печати” (2010)